# Furimukanaide (chanson de Wink)
Pour l’article homonyme, voir Furimukanaide.
 (mars 2012).
Si vous disposez d'ouvrages ou d'articles de référence ou si vous connaissez des sites web de qualité traitant du thème abordé ici, merci de compléter l'article en donnant les références utiles à sa vérifiabilité et en les liant à la section « Notes et références ».
Singles de Wink
Matenrō Museum
(1992) Real na Yume no Jōken
(1992)
Furimukanaide (ふりむかないで) est le 15e single du duo japonais Wink.

## Présentation
Le single sort le 22 juillet 1992 au Japon sous le label Polystar. Il atteint la 7e place du classement de l'Oricon ; il reste classé pendant huit semaines, pour un total de 132 000 exemplaires vendus.
La chanson-titre est une reprise de la chanson homonyme du duo japonais The Peanuts sortie en single en 1962, déjà reprise plusieurs fois. La version de Wink a été utilisée comme thème de fin de l'émission télévisée Naruhodo! The World. Elle figurera sur l'album Nocturne ~Yasōkyoku~ qui sort quatre mois plus tard, puis sur les compilations Raisonné et Wink Memories 1988-1996.
La chanson en face B, Romance no Hakobune, est une reprise en japonais de la chanson Little Russian de Mr. Zivago sortie en single en 1987 ; elle figurera elle aussi sur l'album Nocturne ~Yasōkyoku~, puis sur la compilation de "faces B" Back to Front de 1995.

## Liste des titres
| 1. | Furimukanaide (摩天楼ミュージアム)       | Tokiko Iwatani | Hiroshi Miyagawa                   |  |
| 2. | Romance no Hakobune (スカーレットの約束) | Neko Oikawa    | S. A. Degl'innocenti, Marco Masini |  |

(note : paroles originales de Little Russian : Setolosi Alessandro Degl'innocenti, Marco Masini)